# Chinesische Symbole

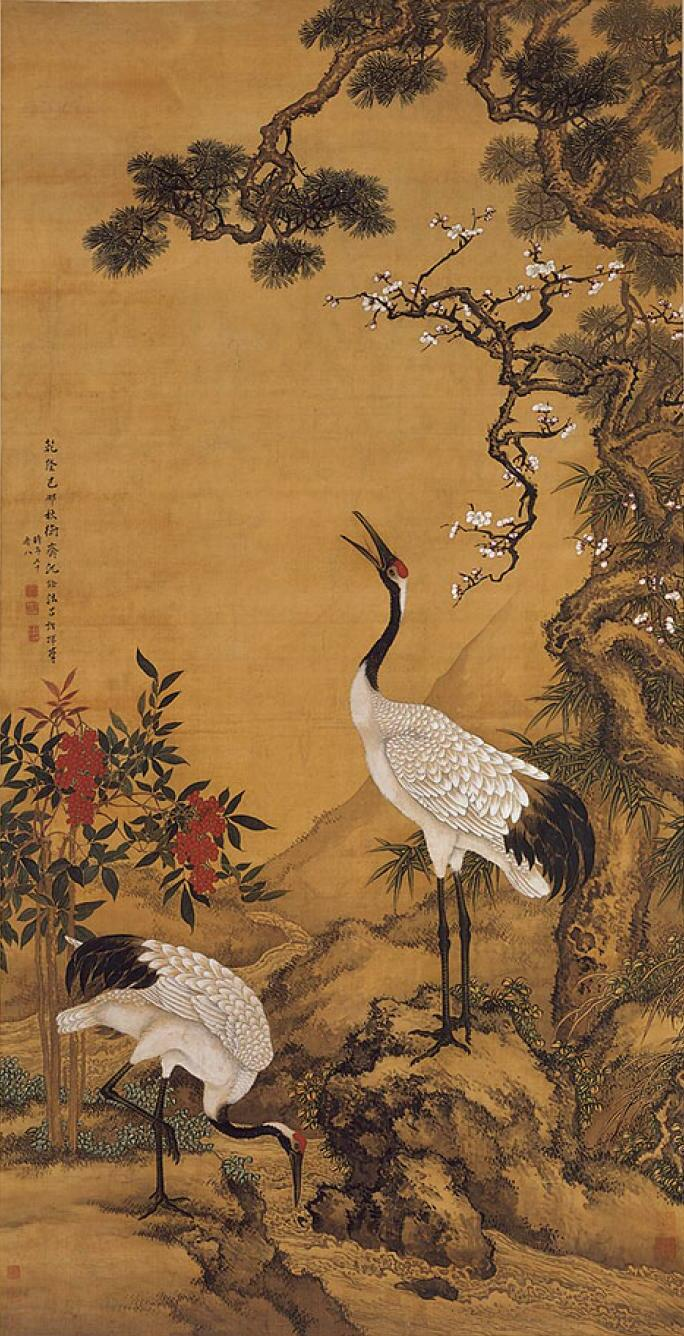
Drei Symbole auf einem Bild:
Kiefer, Pflaume und Kraniche (hier Mandschurenkraniche)

Symbole spielen in der chinesischen Kultur traditionell eine besonders starke Rolle.

## Allgemeines
Bereits die Schriftzeichen haben sich teilweise aus Bildsymbolen für die dargestellte Sache, sogenannten Piktogrammen entwickelt: So deutet etwa das Zeichen Shān (山, „Berg“) eine Gebirgssilhouette mit drei Berggipfeln an. Ein weiteres Beispiel sind die jeweils aus drei beziehungsweise sechs durchgehenden oder unterbrochenen Linien bestehenden Dia- und Hexagramme des I-Ging, des Buches der Wandlungen.
Unter chinesischen Symbolen im engeren Sinne versteht man aber die Bildsymbole, also Gegenstände, die für bestimmte abstrakte Eigenschaften oder Zustände, seltener auch für Personen oder Objekte stehen.

## Art der Verwendung
Bildsymbole der letztgenannten Art finden traditionell in der Kunst Verwendung, insbesondere in der Lyrik sowie der Malerei, aber auch in der Gebrauchskunst – etwa als Dekor auf Vasen, Lackdosen oder Ruyi-Zeptern, in neuerer Zeit auch als Tattoos. Dabei werden Symbole oft wie Worte miteinander kombiniert, um entweder die Bedeutung einzelner Symbole zu verstärken oder gar um durch ihr Zusammenspiel differenziertere Aussagen zu treffen.

## Gründe für die Verwendung
Zu den zentralen Prinzipien der chinesischen Kultur gehört die indirekte Kommunikation. Aus unterschiedlichen Gründen gilt es häufig als unschicklich, ein Anliegen dem Adressaten direkt mitzuteilen. So kann dies etwa zu Störungen der Harmonie oder gar zum Gesichtsverlust des Adressaten und/oder des Mitteilenden führen. Insbesondere im Rahmen der in der konfuzianischen Gesellschaft allgegenwärtigen Hierarchie-Verhältnisse können Kritik oder selbst auch nur Anregungen, Wünsche und Meinungen nicht offen vorgebracht werden, ohne dass dies empfindliche Sanktionen nach sich zöge. Des Weiteren verlangen die Positionen innerhalb der Hierarchie selbst schon wegen des früher stark verbreiteten Analphabetismus nach sinnfälligem und allgemein verständlichem Ausdruck. Auch erotische und sexuelle Themen unterliegen vielfachen Restriktionen und Tabus. Für alle diese Zwecke haben sich die Chinesen von jeher einer Vielzahl von Symbolen bedient.

## Beziehung zwischen Symbol und Bedeutung
Als Symbole für Eigenschaften dienen meist Gegenstände, die diese Eigenschaft selbst aufweisen: Für Langlebigkeit steht etwa u. a. die Kiefer, weil diese Nadelbäume häufig ein hohes Alter erreichen und auch unter unwirtlichen Bedingungen auf kargen Böden überleben können. Mandarinenten gelten als Symbol ehelicher Treue, da diese Wasservögel für ihre monogame Lebensweise bekannt sind.
Symbole für Personen oder Gegenstände dagegen ähneln diesen oft in Form und Gestalt oder teilen mit ihnen bestimmte Eigenschaften. So spiegeln etwa die verschiedenen Vogelsymbole für die einzelnen Beamtenränge exakt die Hierarchie wider, indem sie mit Kranich und Goldfasan beginnen und beim „Fliegenschnäpper“ enden. Jadeflöte und Päonie stehen traditionell für das männliche bzw. weibliche Geschlechtsorgan.
In anderen Fällen beruht die Verknüpfung zwischen Symbol und Bedeutung auf Sagen, Mythen oder literarischen Werken. So gelten Elstern etwa deshalb als Freudenbringer, weil sie im Mythos Die Weberin und der Kuhhirt am 7. Tag des Monats eine Brücke über die Milchstraße bilden und so den getrennten Liebenden ein Zusammenkommen ermöglichen.
Schließlich kann die Beziehung zwischen Symbol und Bedeutung aber auch in einer reinen Lautgleichheit oder -ähnlichkeit bestehen. So etwa beim Fisch (鱼 yú), der durch die Lautähnlichkeit des Wortes traditionell mit Wohlstand und Überfluss (裕 yù) in Verbindung gebracht wird.

## Verbreitete Symbole

### Pflanzen

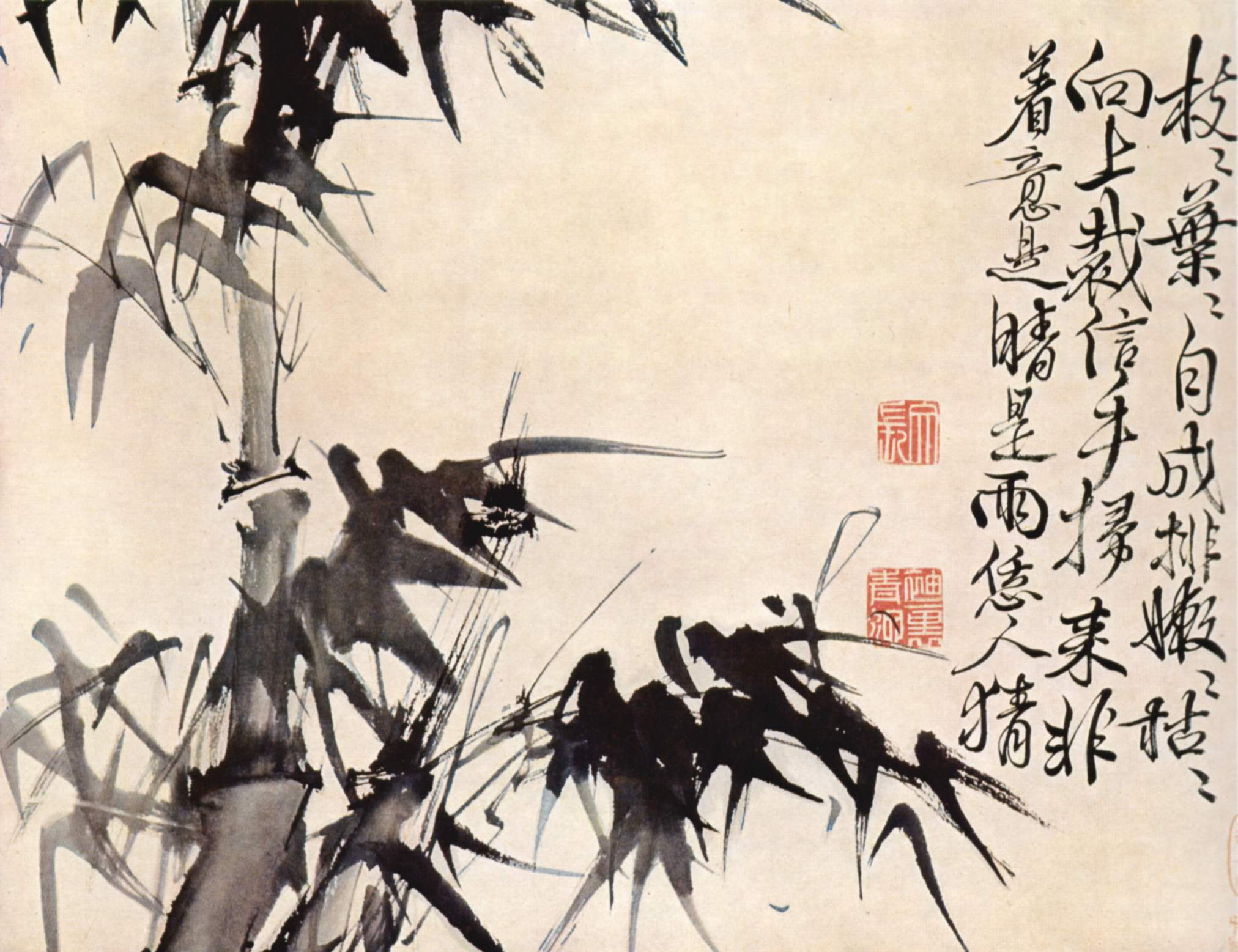
Bambus-Tuschbild von Xu Wei

- Ahorn (楓 / 枫 fēng, Lang- / Kurzzeichen) – Amtswürde
- Apfel (蘋 / 苹 píng) – Frühling, Hausstand
- Aprikose (杏 xìng) – Schöne Frau, Kinderwunsch
- Bambus (竹 zhú) – Integrität, Standhaftigkeit, Bescheidenheit, Alter, Winter; einer der Drei Freunde des Winters
- Birne (梨 lí) – Langes Leben, aber auch Trennung
- Buchsbaum (黃楊 / 黄杨 huángyáng) – Langes Leben
- Chrysantheme (菊 jú) – Herbst, neunter Mondmonat, langes Leben
- Flaschenkürbis (葫蘆 / 葫芦 húlú) – Himmel und Erde, im Daoismus Symbol für den Makro- und Mikrokosmos; Attribut des Unsterblichen Li Tiekuai
- Granatapfel (石榴 shíliú) – Fruchtbarkeit, Kinderreichtum
- Hibiskus (槿 qín) – Ruhm, Reichtum, Pracht; sexuelle Anziehungskraft eines Mädchens
- Kiefer (松 sōng) – Langes Leben, Beständigkeit, Selbstzucht, seltener: Eheglück; einer der Drei Freunde des Winters
- Lilie (百合 bǎihé) – Vergessen der Sorgen; Geburt eines Sohnes
- Lotus (蓮 / 莲 lián) – Reinheit, Einheit, Fruchtbarkeit; rote Lotosblüte: Vagina; Symbol für den Buddhismus; dort eine der acht buddhistischen Kostbarkeiten sowie Symbol für den Lauf der Zeiten (mit den Einzelphasen Frucht, Blüte und Stängel); im Daoismus: Attribut des daoistischen Unsterblichen He Xiangu
- Magnolie (木蓮 / 木莲 mùlián) – Schönes Mädchen
- Narzisse (水仙 shuǐxiān) – Glück, Neujahr
- Orange (橙 chéng) – Glück, Kindespietät; Bitterorange: Schicksal
- Orchidee (蘭 / 兰 lán) – Liebe, Schönheit, junges Mädchen; Orchideen in der Vase: Eintracht
- Päonie (牡丹 mǔdān) – Vornehmheit, Reichtum; Vagina; weiße Päonie: Schönes und kluges junges Mädchen

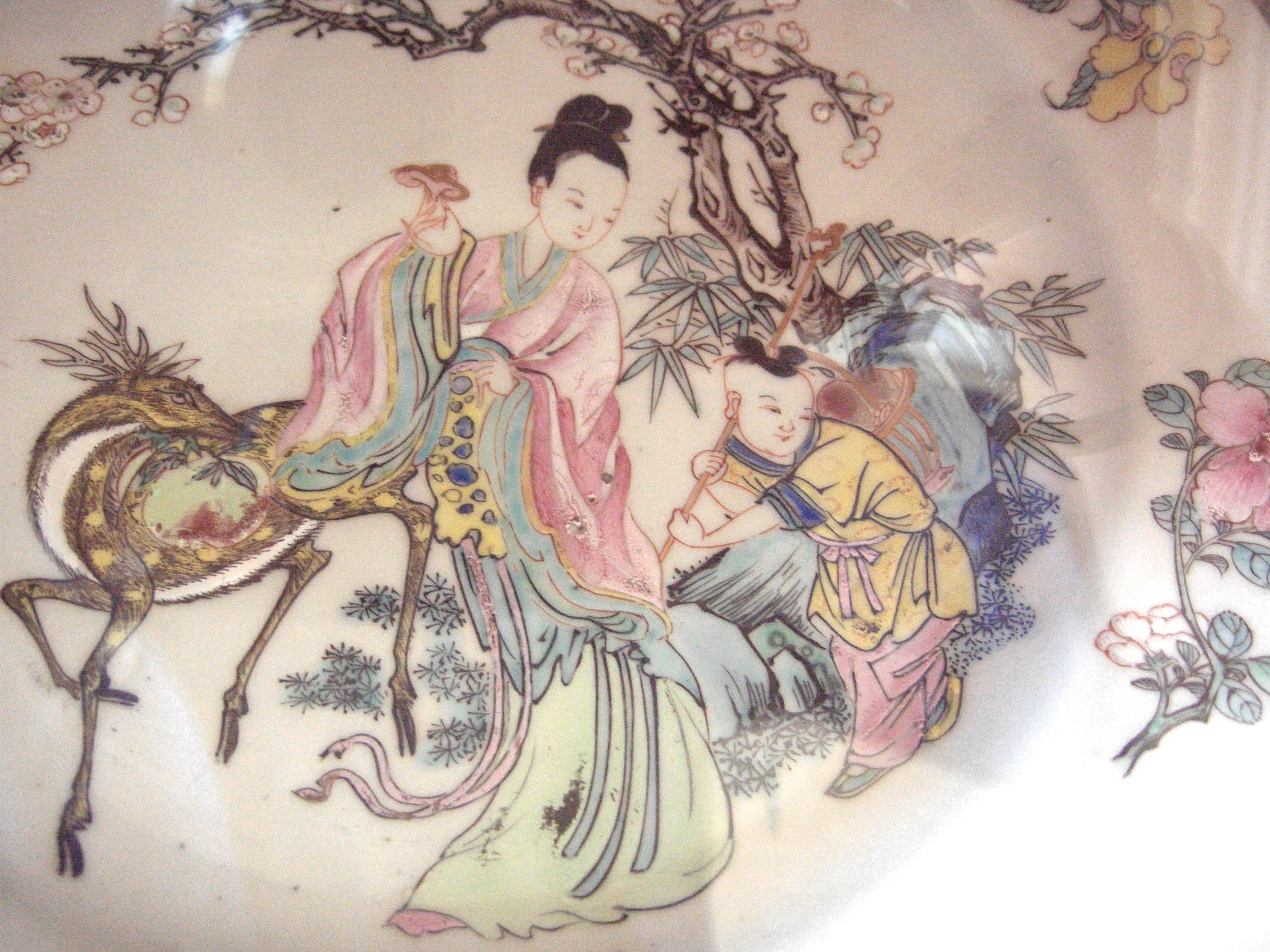
Göttin Xiwangmu mit Symbolen der Unsterblichkeit: Hirsch, Pilz, Pfirsiche (im Korb des Jungen)

- Pfirsich (桃 táo) – Unsterblichkeit bei den Göttern, Langlebigkeit bei den Menschen (vgl. Xiwangmu); verschiedene sexuelle Bedeutungen
- Pflaume (梅 méi) – Glück, neues Leben, Erneuerung, Vergänglichkeit; Unberührtheit, jungfräuliches Mädchen, sexuelle Freuden, Winter; einer der Drei Freunde des Winters; Zweite Pflaumenblüte: Wiederverheiratung bzw. erneuter Beischlaf in derselben Nacht; Weiden-Pflaumen-Krankheit: Syphilis
- Pilz (菇 gū) – Langes Leben, Unsterblichkeit
- Rose (薔薇 / 蔷薇 qiángwēi) – Schwach ausgeprägte Symbolik; gelegentlich für Jugend, niemals für Liebe
- Schafgarbe (蓍草 / 蓍草 shīcǎo) – Zweige dienten als Orakelstäbchen (筮 shì ist Orakel mit Schafgarbe), Gelehrter
- Weide (柳 liǔ) – Frühling, sexuelles Verlangen, Freudenmädchen
- Zimtbaum (桂 guì) – Herbst, Langlebigkeit, Unsterblichkeit
- Zwiebel (葱 cōng) – Klugheit, Geburt eines Sohnes
- Zypresse (柏 bǎi) – Langes Leben, Kinderreichtum

### Tiere
- Adler (鷹 / 鹰 yīng) – Stärke

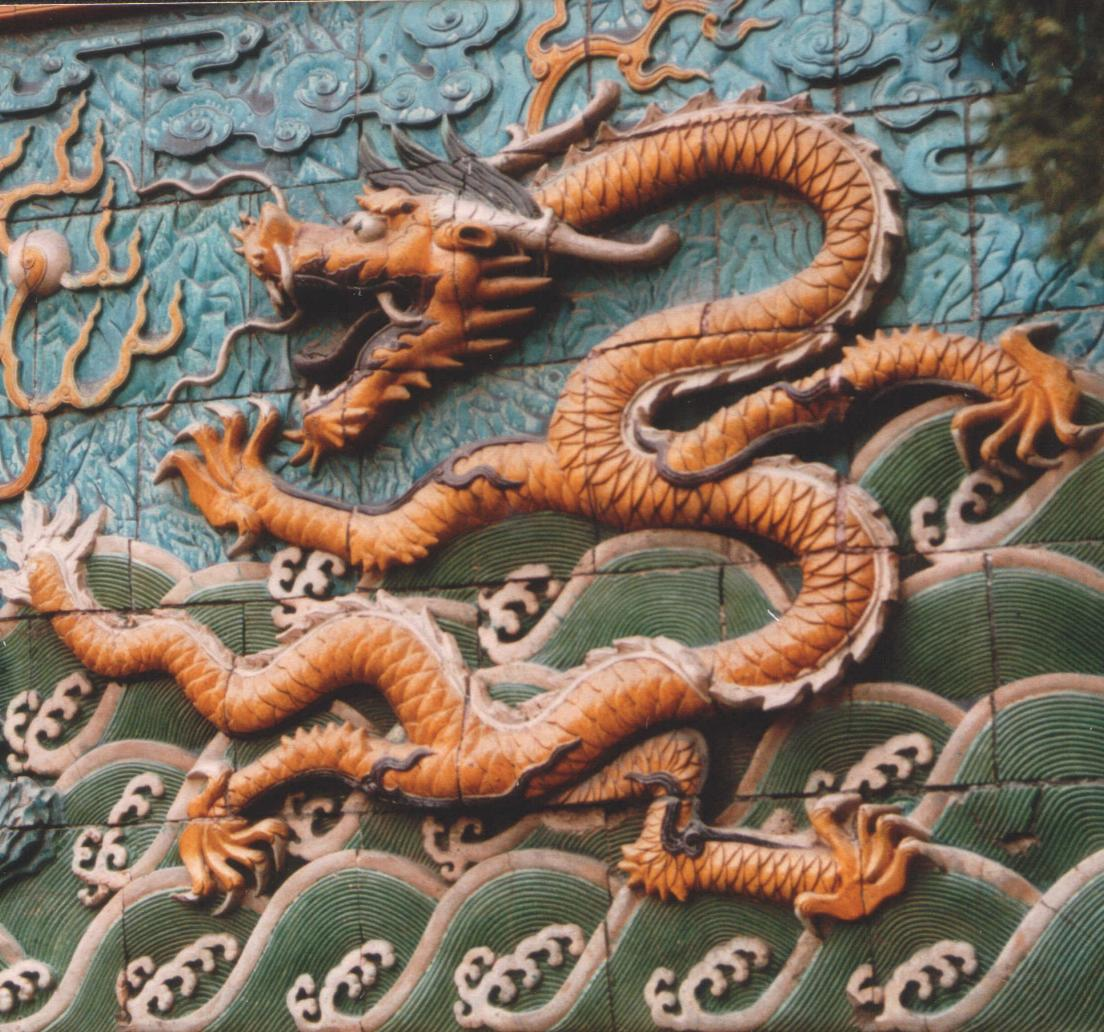
Symbol für den Kaiser: Der Drache

- Affe (猴 hóu) – Temperament, Zuchtlosigkeit (vgl. Die Reise nach dem Westen); 9. Tier im chinesischen Tierkreis
- Bär (熊 xióng) – Tapferkeit, Stärke, Geburt eines Sohnes; Symbol für das Sternbild des „Scheffels“ (Großer Wagen); in der Qing-Dynastie Symbol für den 5. Offiziersrang
- Drache (龍 / 龙 lóng) – Macht, Stärke, göttlicher Schutz, Symbol für den Kaiser, den Osten, den Regen, die Zeugungskraft, das Männliche (Yang); eines der vier Wundertiere; 5. Tier im chinesischen Tierkreis,
- Einhorn – siehe Qilin
- Eisvogel (翡翠 fěicuì) – Frauenschönheit
- Elefant (象 xiàng) – Klugheit, Stärke, Dankbarkeit, Schamgefühl
- Elster (鵲 / 鹊 qué) – Freude, Eheglück
- Ente (鸭 yā) – Ostchina: Homosexualität; Nordostchina: Penis; im Buddhismus: Unterdrückung des Bösen; Mandarinente: Eheliche Treue; in der Qing-Dynastie Symbol für den 7. zivilen Beamtenrang
- Esel (驢 / 驴 lǘ) – Dummheit, Einfalt; Einfachheit; Symbol für den daoistischen Unsterblichen Zhang Guolao
- Eule (鴞 / 鸮 xiāo) – Unheil
- Fasan (野雞 / 野鸡 yějī) – Unglück (teilweise steht aber gerade das Ausbleiben des Fasanenrufs dafür); Verführung; in der Qing-Dynastie Symbol für den 2. und 5. zivilen Beamtenrang (Gold- bzw. Silberfasan)

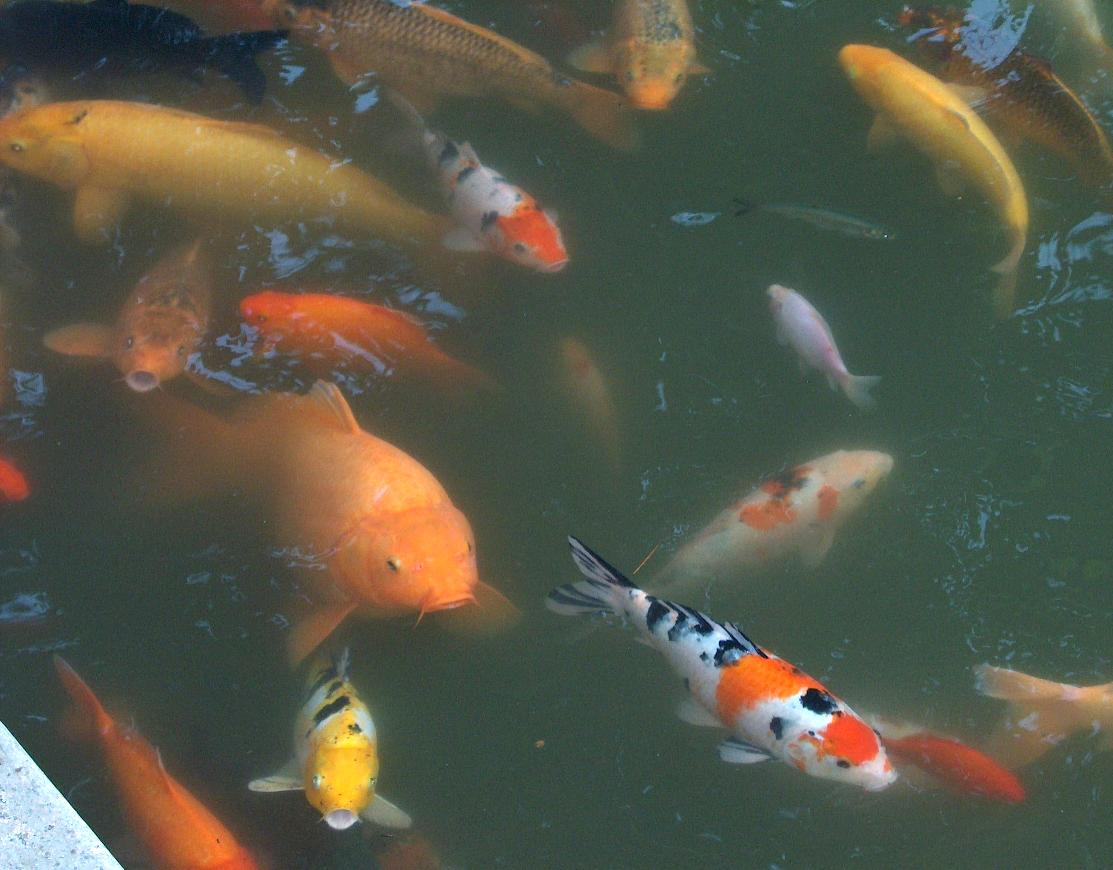
Verheißen Reichtum: Fische (hier: Koi) in Wuhan

- Fisch (魚 / 鱼 yú) – Überfluss, Reichtum, Wohlstand, Ausdauer, Hartnäckigkeit; Aal: Penis
- Fledermaus (蝙蝠 biānfú) – Glück; fünf Fledermäuse: fünf Glückseligkeiten (Gesundheit, langes Leben, Reichtum, Tugendhaftigkeit und ein schneller natürlicher Tod)
- Fliegenschnäpper (鶲 / 鹟 wēng) – in der Qing-Dynastie Symbol für den 9. (und damit untersten) zivilen Beamtenrang
- Fuchs (狐 hú) – Schlauheit, Sinnlichkeit, Verführung, Geschlechtskrankheiten, Dämonie (vgl. Fuchsgeist)
- Gans (鵝 / 鹅 é) – Eheglück; Wildgans: in der Qing-Dynastie Symbol für den 4. zivilen Beamtenrang
- Glühwurm (螢 / 萤 yíng) – Schönheit, Beharrlichkeit, bestandene Prüfung
- Hahn (公雞 / 公鸡 gōngjī) – Exorzismus; Stolz, Ruhm, Beamter; 10. Tier im chinesischen Tierkreis
- Hase (兔 tù) – 4. Tier im chinesischen Tierkreis; Symbol für verschiedene sexuelle Störungen
- Hirsch (鹿 lù) – Reichtum, Langlebigkeit
- Hund (狗 gǒu) – Westen, Herbst, Reichtum, Exorzismus (Hundeblut entlarvt Dämonen), 11. Tier im chinesischen Tierkreis
- Karpfen (鯉 lǐ) – finanzieller Erfolg, bestandene Prüfung
- Kranich (鶴 / 鹤 hè) – Langes Leben, hohes Alter, Weisheit, Beziehung zwischen Vater und Sohn; in der Qing-Dynastie Symbol für den 1. zivilen Beamtenrang
- Kröte (Frosch) (蛤蟆 háma) – Langes Leben, unerreichbare Wünsche, Unverwundbarkeit; eines der fünf Gifttiere
- Leopard (Panther) (豹 bào) – Grausamkeit, Wildheit; in der Qing-Dynastie Symbol für den 3. Offiziersrang
- Löwe (獅 / 狮 shī) – Schutz, insbesondere für Staat und Regierung; in der Qing-Dynastie Symbol für den 2. Offiziersrang
- Nashorn (犀 xī) – in der Qing-Dynastie Symbol für den 7. und 8. Offiziersrang
- Papagei (鸚 / 鹦 yīng) – Mädchen, Freudenmädchen
- Pfau (孔雀 kǒngquè) – Würde, Schönheit; in der Qing-Dynastie Symbol für den 2. zivilen Beamtenrang
- Pferd (馬 / 马 mǎ) – schwach ausgeprägte Symbolik; mitunter Symbol für Frauen, für Unbändigkeit, für den Beamtenrang; 7. Tier im chinesischen Tierkreis
- Phönix (鳳凰 fènghuáng) – Glück, das Weibliche (Yin), Symbol für die Kaiserin, seltener für den Süden, verschiedene sexuelle Bedeutungen; eines der vier Wundertiere
- Pirol (鶯 / 莺 yīng) – Freude, Freundschaft, Musik; Freudenmädchen
- Qilin (oft fälschlicherweise als Einhorn bezeichnet) (麒麟 qílín) – Glück, Kindersegen, Frieden und Güte; eines der vier Wundertiere; in der Qing-Dynastie Symbol für den 1. Offiziersrang
- Rabe (烏鴉 / 乌鸦 wūyā) – Unglück, Tod
- Ratte (Maus) (鼠 shǔ) – Reichtum, Geiz, Dämonie; 1. Tier im chinesischen Tierkreis
- Reiher (鷺 / 鹭 lù) – Symbol für den richtigen Weg; in der Qing-Dynastie Symbol für den 6. zivilen Beamtenrang
- Rind (牛 niú) – Frühling, Landarbeit, Fruchtbarkeit; 2. Tier im chinesischen Tierkreis
- Schaf (羊 yáng) – Kindliche Pietät, 8. Tier im chinesischen Tierkreis
- Schildkröte (龜 / 龟 guī) – langes Leben, Beständigkeit, Unwandelbarkeit, kosmisches Geheimnis; eines der vier Wundertiere; aber auch: Schamlosigkeit, Penis, Zuhälter, Bordellbesitzer, Vater einer Hure u. a. 龜甲 / 龟甲 (guījiǎ) oder einfach nur 甲 wurde im alten China als Orakelknochen verwendet.
- Schlange (蛇 shé) – Schlauheit, Bosheit, Hinterlist; 6. Tier im chinesischen Tierkreis, eines der fünf Gifttiere
- Schmetterlinge (蝴蝶 húdié) – Verliebtheit
- Schwalbe (燕 yàn) – Frühling, Erfolg, Glück, Kindersegen

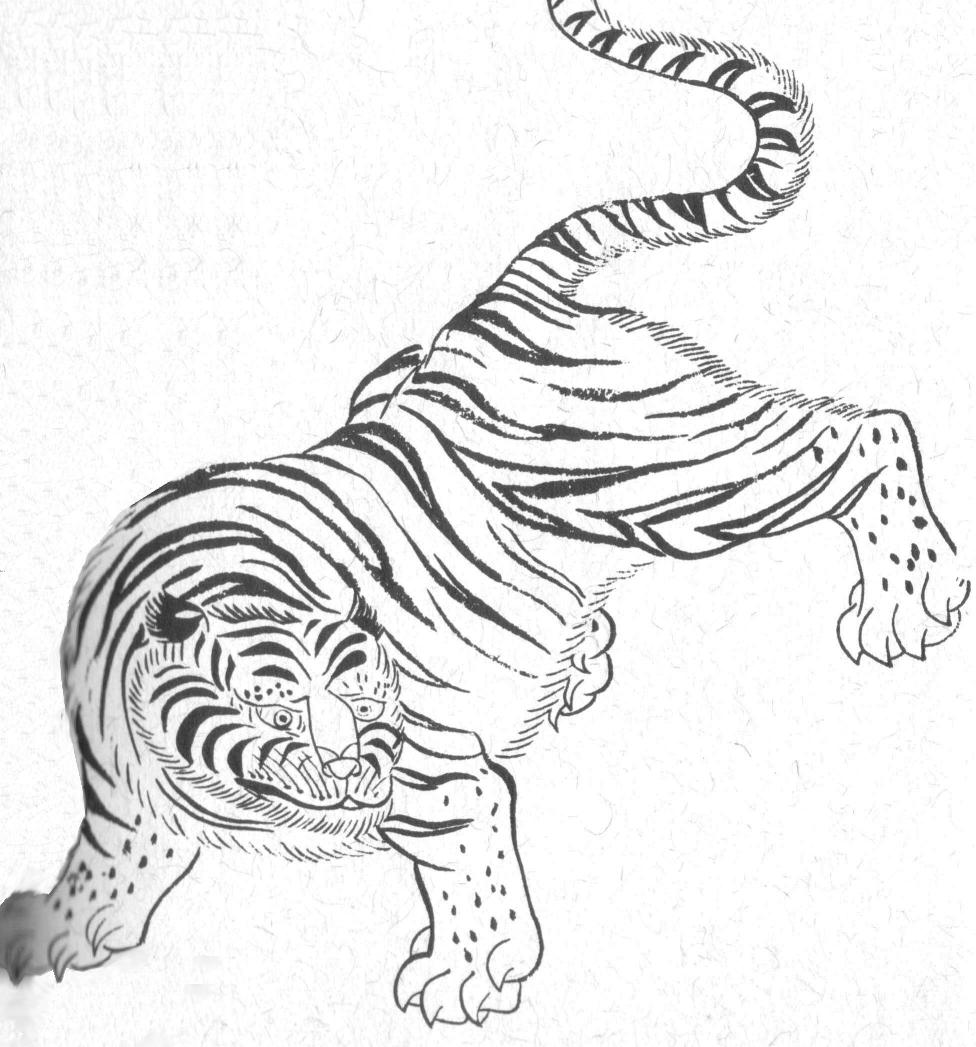
Symbol des Westens: Der weiße Tiger

- Schwein (猪 zhū) – Manneskraft; 12. Tier im chinesischen Tierkreis
- Seepferdchen (海馬 / 海马 hǎimǎ) – in der Qing-Dynastie Symbol für den 9. (und damit untersten) Offiziersrang
- Skorpion (蝎 xiē) – Eines der fünf Gifttiere
- Spinne (蜘蛛 zhīzhū) – Glück, Eintreffen eines willkommenen Gastes; aber auch eines der fünf Gifttiere
- Taube (鴿 / 鸽 gē) – Treue, Langlebigkeit
- Tausendfüßer (蜈蚣 wúgōng) – Eines der fünf Gifttiere
- Tiger (虎 hǔ) – Mut, Tapferkeit, Exorzismus; 3. Tier im chinesischen Tierkreis; in der Qing-Dynastie Symbol für den 4. Offiziersrang (junger Tiger: 6. Offiziersrang); als Weißer Tiger steht er für Westen und Herbst
- Wachtel (鵪鶉 / 鹌鹑 ānchún) – Mut; in der Qing-Dynastie Symbol für den 8. zivilen Beamtenrang
- Wolf (狼 láng) – Grausamkeit, Gefräßigkeit, Gier

### Naturphänomene, Elemente
- Donner (雷 léi) – Ärger, aber auch Lachen des Himmels
- Eis (冰 bīng) – Kindespietät; gesprungenes Eis: Ehefreuden in fortgeschrittenem Alter; Eismann: Ehevermittler
- Eisen (鐵 / 铁 tiě) – Stärke, Gerechtigkeit; Eisenbaum: Langes Leben, 60-Jahre-Zyklus
- Feuer (火 huǒ) – Süden, Tag, Männlichkeit (yang)
- Mond (月 yuè) – Westen, Weiblichkeit (yin), Herbst, Sterben, Hinrichtung
- Rauch (煙 / 烟 yān) – Vergänglichkeit

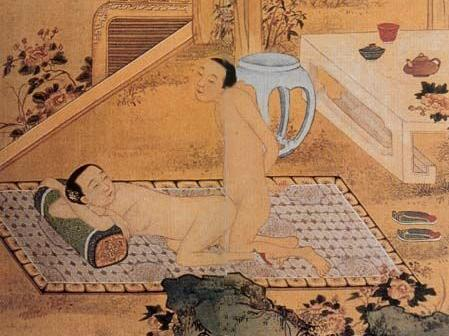
Paar beim „Wolken-und-Regen-Spiel“ (yúnyǔ)

- Regen (雨 yǔ) – Fruchtbarkeit, Zeugung, Sperma
- Regenbogen (彩虹 cǎihóng) – Vereinigung von Yin und Yang, Ehe
- Schatten (影 yǐng) – Symbol für die eigene Seele (mythologischer Schatten)
- Schnee (雪 xuě) – Hohes Alter
- Sonne (日 rì) – Osten, Männlichkeit (Yang), Frühling, Geburt, Symbol für den Kaiser
- Staub (塵 / 尘 chén) – Vergänglichkeit (vgl. Daoismus: „Die Welt des Staubes“)
- Tau (露 lù) – Fruchtbarkeit, Zeugung, Sperma; fürstliche Wohltätigkeit
- Wasser (水 shuǐ) – Norden, Nacht, Weiblichkeit (yin), Weichheit, Nachgiebigkeit
- Wind (風 / 风 fēng) – Gerücht, Eifersucht, sexuelle Betätigung
- Wolke (雲 / 云 yún) – Glück, Frieden, Westen, Vereinigung von Yin und Yang; Wolken und Regen: sexuelle Vereinigung

### Gegenstände
- Axt (斧 fǔ) – Kaiserliche Macht, Vermittlertätigkeit
- Ball (球 qiú) – Regen, Fruchtbarkeit (Drachen erzeugen den Regen nach traditionellem Volksglauben durch das Spiel mit einem Ball)
- Besen (帚 zhǒu) – Weisheit, Einsicht
- Boot (船 chuán) – Folge der Generationen
- Brücke (橋 / 桥 qiáo) – Verbindung zwischen Diesseits und Jenseits, zwischen zwei Liebenden
- Brunnen (井 jǐng) – Junge Frau, Vagina
- Buch (書 / 书 shū) – Gelehrter, Gelehrsamkeit
- Büchse (盒 hé) – Eintracht
- Dreifuß (鼎 dǐng) – Glück, Symbol für die drei höchsten Würdenträger nach dem Kaiser
- Essig (醋 cù) – Eifersucht

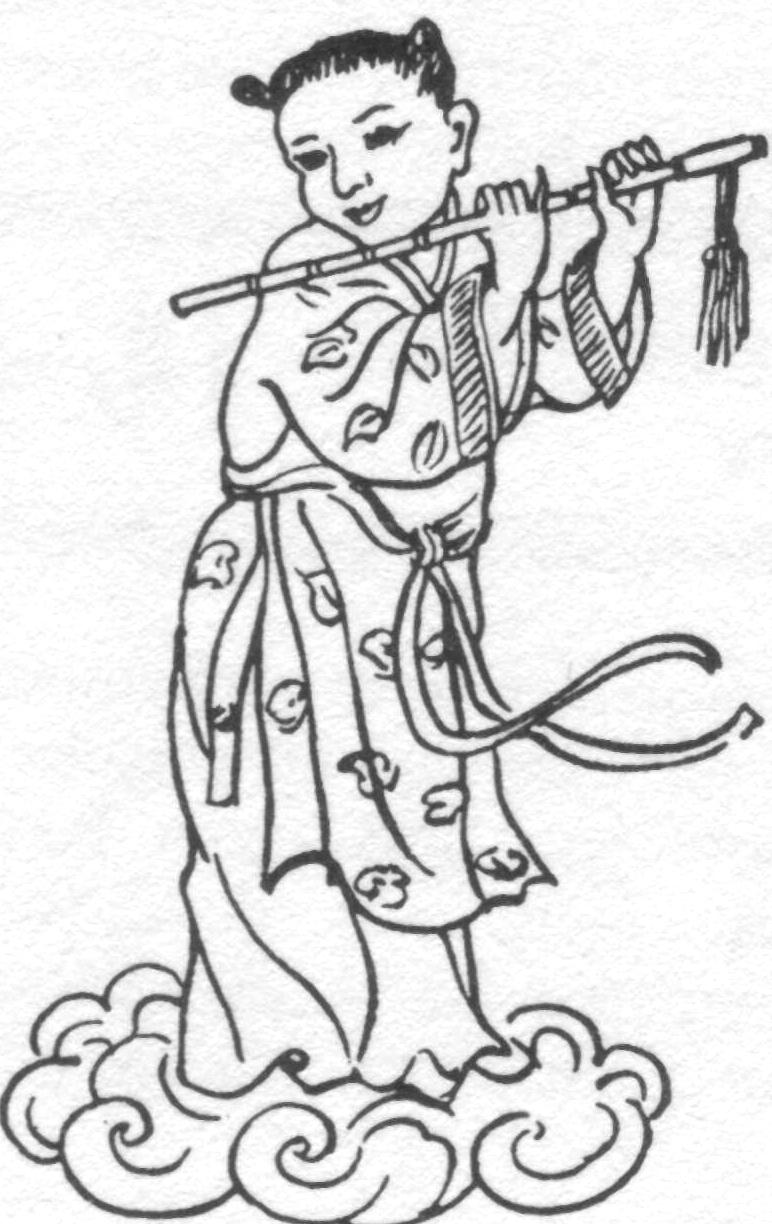
Der Unsterbliche Han Xiangzi mit Flöte

- Fächer (扇 shàn) – Beamtenrang; Attribut des daoistischen Unsterblichen Zhongli Quan
- Flöte (笛 dí) – Symbol für den Penis, Oralverkehr, Fellatio; weiter Attribut der daoistischen Unsterblichen Lan Caihe bzw. Han Xiangzi
- Glocke (鐘 / 钟 zhōng) – Glück, bestandene Prüfung
- Gürtel (带 dài) – Beamtentum; Tausch der Gürtel: Eheschließung
- Hellebarde (戟 jǐ) – Glück, bestandene Prüfung
- Honig (蜜 mì) – Glück, Beischlaf
- Hut (冠 guān) – Beamter
- Insel (島 / 岛 dǎo) – Langlebigkeit, Unsterblichkeit (vgl. die Inseln der Unsterblichen im Ostchinesischen Meer vor der Küste Shandongs)
- Jade (玉 yù) – Reinheit; verschiedene sexuelle Bedeutungen
- Korb (籃 / 篮 lán) – Reichtum; Attribut des Unsterblichen Lan Caihe
- Laterne (灯 dēng) – Fruchtbarkeit, Kindersegen; im Buddhismus: Erleuchtung
- Löffel (匙 chí) – Penis
- Perle (珠 zhū) – Reinheit, Kostbarkeit
- Mundorgel (笙 shēng) – Aufstieg im Rang
- Nagel (釘 / 钉 dīng) – Abwehr von Krankheiten (insbesondere die Ziernägel an Gebäudetoren)
- Pinsel (筆 / 笔 bǐ) – Gelehrter
- Rad (輪 / 轮 lún) – Dauerhaftigkeit, Beständigkeit; im Buddhismus: Kreislauf der Wiedergeburten
- Ring (环 huán) – Dauerhaftigkeit, Beständigkeit, Rückkehr
- Schirm (伞 sǎn) – Würde, Reinheit, Beamter
- Schuh (鞋 xié) – Eintracht, Harmonie
- Schwefel (硫 liú) – Abwehrmittel gegen Gifttiere und Dämonen
- Schwert (刀 dāo) – Abwehrmittel gegen Dämonen; Attribut des Unsterblichen Lü Dongbin
- Spiegel (鏡 / 镜 jìng) – Glück, Eheglück, Geburt eines Sohnes, Beamtenrang; erlaubt das Sehen von Geistern und Dämonen sowie – im Buddhismus – der nächsten Existenzform
- Stein (石 shí) – Langlebigkeit
- Vase (瓶 píng) – Frieden
- Zepter (如意 rúyì) – Erfüllung aller Wünsche

### Farben
- Blau (藍 / 蓝 lán) – mühsamer und sorgenvoller sozialer Aufstieg
- Gelb (黄 huáng) – Symbol für den Kaiser, die Erde, die Mitte und China; Ruhm, Fortschritt; in jüngerer Zeit aber auch Pornographie („Gelbe Literatur“, 黃色電影,  Huángsè diànyǐng – „Gelber Film“)[1][2]
- Grün (綠 / 绿 lǜ) – Leben, Frühling, Osten
- Rot (红 hóng) – Freude, Sommer, Süden, Krieg, Gemeinschaft (Fahne der KPCh), Herz
- Schwarz (黑 hēi) – Dunkelheit, Ehre, Tod, Winter, Norden
- Weiß (白 bái) – Alter, Herbst, Westen, Hinterlist, gebrochenes Weiß: Trauer; heute trotzdem als Brautkleidfarbe gebräuchlich

### Zahlen
Siehe Zahlensymbolik#Ostasien